# Girl's Tyme
Girl's Tyme était un groupe féminin américain formé à Houston au Texas en 1990 qui va devenir le groupe à succès Destiny's Child.

## Biographie
En 1990, des auditions ont eu lieu à Houston au Texas pour un groupe féminin en partie managé par Andretta Tillman. Après une série d'auditions, Támar Davis (10 ans), Beyoncé Knowles (10 ans ; managé par Mathew Knowles), Kelly Rowland (11 ans ; managé par Mathew Knowles), et les danseuses/rappeuses LaTavia Roberson (10), Nikki Taylor (13 ans), et sa sœur cadette Nina Taylor (11 ans) sont choisies pour le groupe. Girl's Tyme commence à répéter une variété de chansons R'n'B, rap, et pop. Elles font des chorégraphies pour accompagner les chansons et elles commencent à apparaître dans des lieux et évènements dans la zone de Houston dont Black Expo, Miss Black Houston Metroplex Pageant, et Peoples Workshop Sammy Davis Jr. Awards.
Le groupe génère un buzz et est présenté dans le Houston Chronicle, où un critique musical prédit qu'elles devinrent des stars. Les attentes sont élevées quand Girl's Tyme se prépare pour leur première exposition nationale dans l'émission de télévision Star Search. Toutefois, le groupe est éliminé de la compétition et ce qui était attendu comme leur plus grand évènement s'est avéré être le premier de nombreuses échecs et conduit à beaucoup de changements de composition du groupe. Trois membres partent, dont Támar Davis qui est allée vers une carrière solo qui inclut des collaborations avec Prince et Kwamé. Trois des six membres qui sont Beyoncé Knowles, Kelly Rowland et LaTavia Roberson restent. Une quatrième membre, LeToya Luckett, est ajouté. Matthew Knowles devient finalement le manager du groupe après que la manager de Luckett et Roberson (Andretta Tillman) décède à cause d'un cancer en phase terminale.
Dans les mois suivants, le groupe fait quelques changements de noms dont Cliché, Something Fresh, Destiny et The Dolls. Après une longue réflexion sur ce que le nouveau nom du groupe serait, Tina Knowles devient la styliste du groupe. Elle est ensuite venue avec une page marquée avec l'image des filles dans sa bible. Dans le Livre d'Isaie le mot Destiny attire son attention; Mathew ajoute child. Ainsi, le nouveau nom du groupe est ensuite modifié en Destiny's Child.

## Membres
- Beyoncé Knowles (1990-1995/1995-2005)
- LeToya Luckett (1993-1995/1995-2000)
- LaTavia Roberson (1990-1995/1995-2000)
- Kelly Rowland (1991-1995/1995-2005)
- Támar Davis (1991-1993)
- Nikki Taylor (1990-1992)
- Nina Taylor (1990-1992)

## Composition

### 1990 - 1992
- Beyoncé Knowles
- LaTavia Roberson
- Nina Taylor (introduit fin 1990)
- Tamar Davis (introduit en 1991)
- Kelly Rowland (rejoint le groupe 6 mois après sa création) (introduit en 1991)
- Nikki Taylor

### 1992 - 1995
- Beyoncé Knowles
- LeToya Luckett (replace Tamar en 1993)
- Kelly Rowland
- LaTavia Roberson
- Tamar Davis (quitte le groupe en 1993)

### Destiny's Child
- Beyoncé Knowles (1995-2005)
- LeToya Luckett (1995-2000)
- Kelly Rowland (1995-2005)
- LaTavia Roberson (1995-2000)
- Farrah Franklin (rejoint le groupe pendant 5 mois pour remplacer LaTavia Roberson, 2000)
- Michelle Williams (introduit avec Farrah Franklin pour remplacer LeToya Luckett, 2000-2005)

### Ligne du temps du groupe et de la composition
| 1990 Formation des Girl's Tyme | 1991 Apparition dans Star Search | 1992             | 1993 Composition modifié à quatre membres | 1994             | 1995             | 1996 Nom changé en Destiny's Child |
| Beyoncé Knowles                | Beyoncé Knowles                  | Beyoncé Knowles  | Beyoncé Knowles                           | Beyoncé Knowles  | Beyoncé Knowles  | Beyoncé Knowles                    |
|                                | Kelly Rowland                    | Kelly Rowland    | Kelly Rowland                             | Kelly Rowland    | Kelly Rowland    | Kelly Rowland                      |
| LaTavia Roberson               | LaTavia Roberson                 | LaTavia Roberson | LaTavia Roberson                          | LaTavia Roberson | LaTavia Roberson | LaTavia Roberson                   |
|                                | Tamar Davis                      | Tamar Davis      | LeToya Luckett                            | LeToya Luckett   | LeToya Luckett   | LeToya Luckett                     |
| Nikki Taylor                   | Nikki Taylor                     | Nikki Taylor     |                                           |                  |                  |                                    |
| Nina Taylor                    | Nina Taylor                      | Nina Taylor      |                                           |                  |                  |                                    |
| ------------------------------ | -------------------------------- | ---------------- | ----------------------------------------- | ---------------- | ---------------- | ---------------------------------- |

## Apparences
- Star Search (1991)